# 木下靜涯

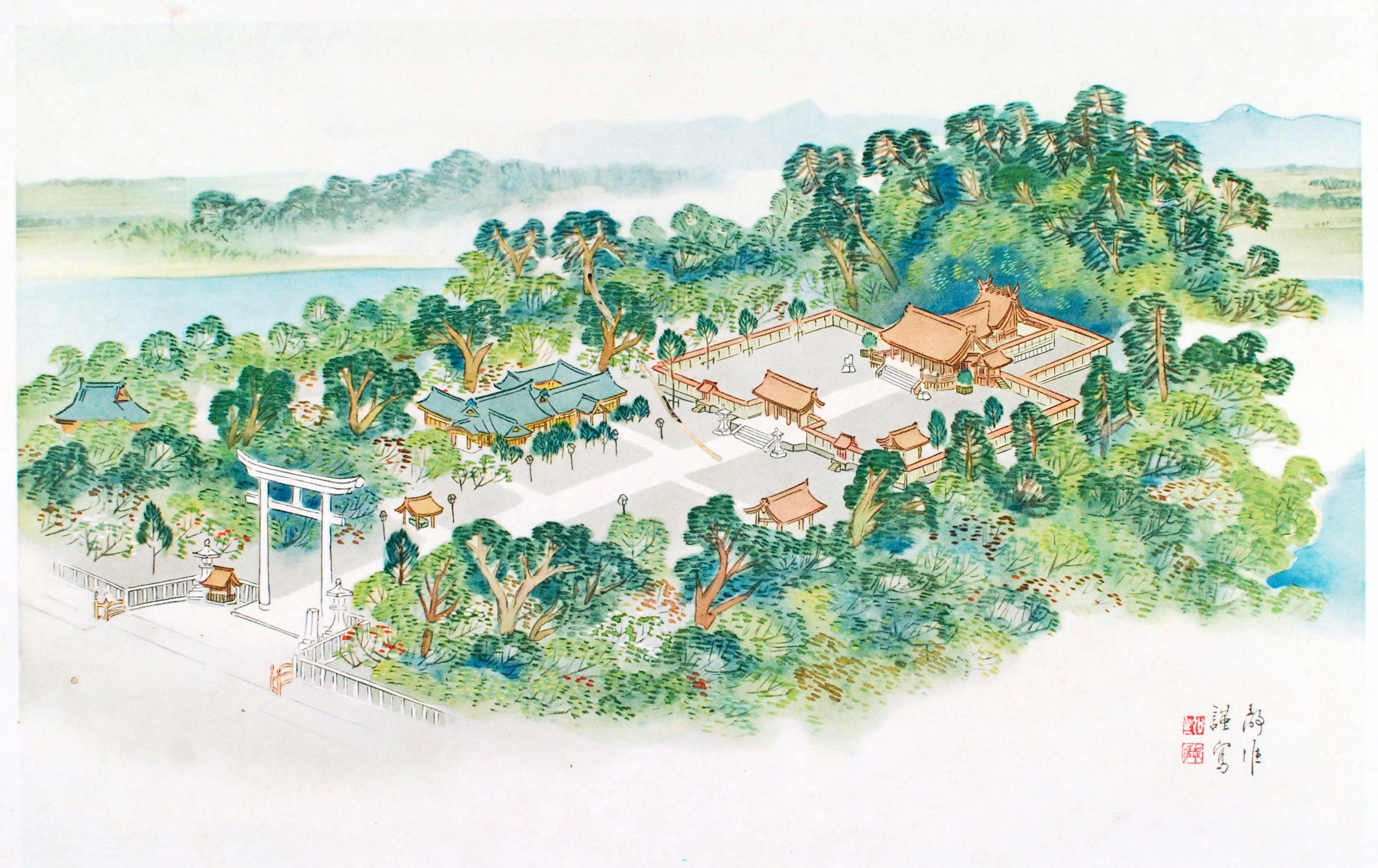
木下靜涯繪製的台中神社全景圖

木下靜涯（1887年—1988年），本名木下源重郎，號靜涯，長野縣伊那市人，日本東洋畫京都派畫畫家，曾在臺灣日治時代的臺北州淡水郡（今新北市淡水區）居住與作畫達二十餘年。

## 生平
1887年生於長野縣伊那市的木下靜涯12歲開始習畫，曾是四條派畫家，並加入竹內鳳的竹丈會，吸收不同流派的技法。1918年，他與畫友相偕前往觀摩印度石窟壁畫途中，順道來臺拜訪同胞，不料某畫友罹患傷寒，他因此自願留下看護，以至盤纏用盡無法返日。滯留臺灣的他愛上淡水郡的風景，遂於1923年落籍淡水街三層厝26番地（今淡水區三民街2巷2號），並將妻兒接來同住。淡水木下靜涯舊居為兩層磚造瓦蓋樓房，可眺望淡水河。他取名此樓為「世外莊」。
木下靜涯居住淡水期間，創作不輟，個性浪漫、豁達，除繪畫外，還喜歡打獵、釣魚、下圍棋、喝酒，連家中缺米他都渾然不知。1920年代臺灣的1925年，他在臺灣總督府博物館舉行個展後，陸續的展覽，除膠彩花鳥畫以外，還有淡水風景的畫作，如〈風雨〉、〈霽レュク大屯〉、〈淡水雨後〉等。1934年以後，常畫臺灣山景，以觀音山甚多。1927年起，連續擔任臺灣美術展覽會和臺灣總督府美術展覽會的審查委員，但是未曾正式招收弟子。自1932年開始擔任淡水街協議員，歷經四到七屆。
木下靜涯的畫作如〈花蘇斷崖〉、〈淡水雨後〉、〈新高山〉等曾在臺灣印為明信片。
對於臺灣畫家的看法，木下靜涯在第二屆府展時說：「相對於日本人多思想性的作品，臺灣人則明顯地以寫實作品為主。受其影響的臺灣畫家包括陳澄波、李梅樹、李石樵等等。他還在淡水曾組織一個畫友會，招收當地有力人士入會，定期繳納會費，每月以抽籤方式把他的畫作送給會員，對淡水美術發展有一定影響。
1946年，由於日僑強制遣返政策，木下返回日本，並將其大量畫稿與書籍留給私塾學生蔡雲巖。回日本後，他住在北九州市小倉北區，多半以教導業餘畫家或製作客戶訂購作品為主。他還為千餘名曾住在台北淡水的日本同胞們，組織了淡水會，每年聚會一次，一起關心著淡水的近況。該會成員最多達400餘人，在2011年時剩十幾人。
1988年去世時，留下「好日好日又好日」的遺言。

## 身後

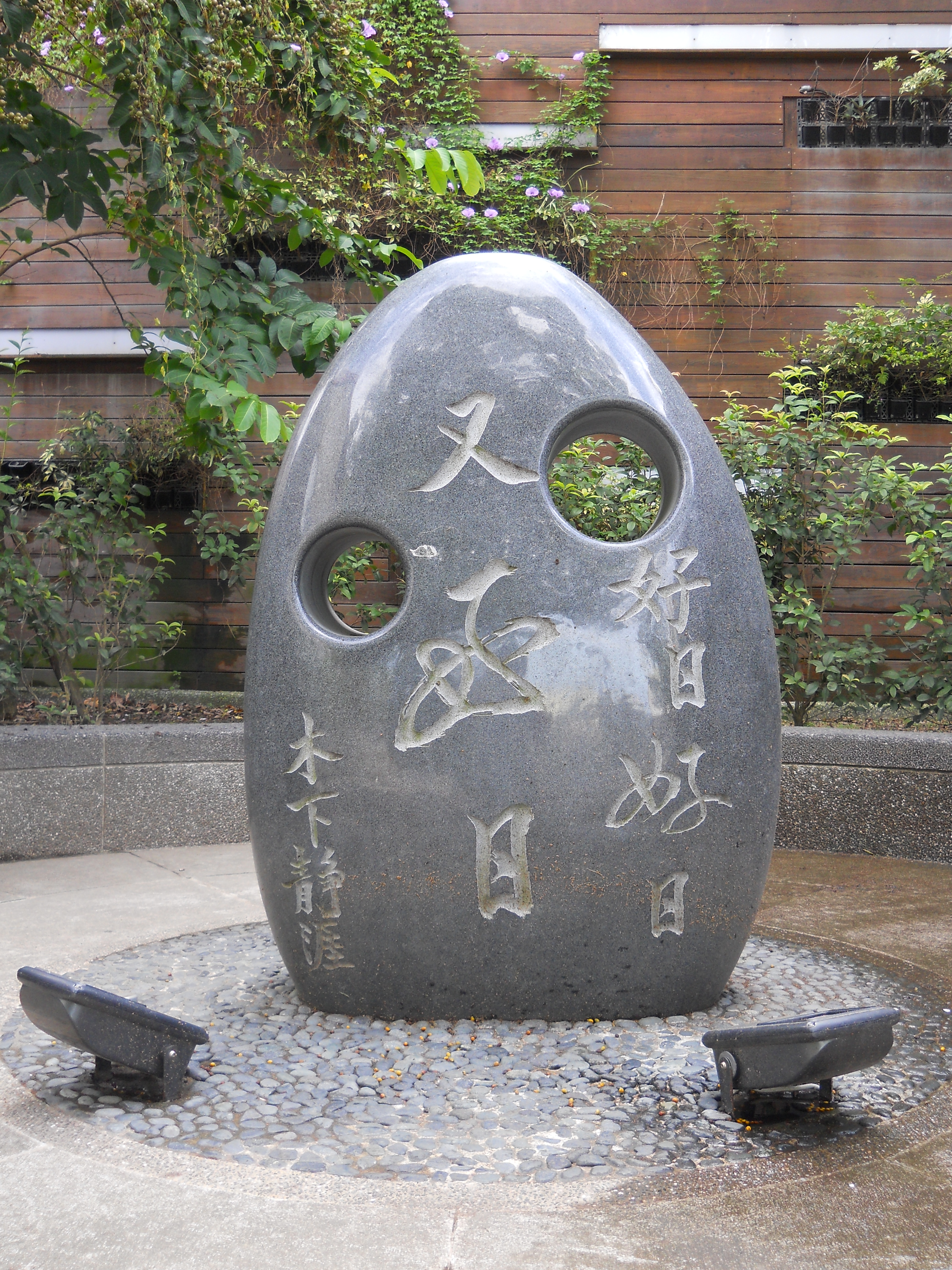
淡水舊居一景

創價學會下的臺灣創價學會於2003年起便舉辦「文化尋根．建構台灣美術百年史」系列畫展，當2006年欲展出木下靜涯的畫作，向蔡雲巖其家屬蒐集相關資料，意外發現蔡家蒐藏當時臺展與府展共16本圖錄。當東京富士美術館館長野口滿成來台看到這些圖錄後，表示過去在台灣竟有那麼多活躍的日本藝術家，但日本藝術界卻因缺乏資料而無從得知，這16本圖錄恰好可補足了日本美術史。
新北市政府在淡水老街中正路的馬偕紀念公園旁設立以他名字取名的紀念公園。該公園於2011年10月19日啟用。
2012年，插畫家劉亦甫出版繪本《淡水好日》，以圖畫方式介紹木下靜涯於臺灣的日常生活。